# Castelo Burrus

Vista da frente do castelo Maurice Burrus

Château Burrus é um château na França, no departamento de Haut-Rhin, Alsácia, França. Foi construído em 1900 e é classificado como monumento histórico desde 1993.